# براندن تی. جکسون
براندن تی جکسون (به انگلیسی: Brandon T. Jackson) (زاده ۷ مارچ ۱۹۸۴) بازیگر آمریکایی است.
از فیلم‌های معروف او می‌توان به بازی در فیلم مامان بزرگ ، پرسی جکسون و المپ‌نشینان: دزد صاعقه، پرسی جکسون: دریای هیولاها، رول بانس، الوییز، عملیات و یک شغل پیدا کن اشاره کرد.